# Naomi Azuma
Naomi Azuma (東直己, Azuma Naomi; Sapporo, 12 d'abril de 1956 -) és un novel·lista de Sapporo, a Hokkaidō, Japó. Està especialitzat en la novel·la sòrdida de detectius, anomenada hardboiled.
Va estudiar a la seua joventut a l'escola secundària del districte de Shiroishi, a Sapporo, de la qual es graduà. També es graduà de batxillerat a l'escola est de Sapporo. Posteriorment va estudiar, tant a la Universitat de Comerç d'Otaru com a la facultat de literatura de la Universitat de Hokkaidō, però mai finalitzà els seus estudis a cap de les dues institucions. Després de deixar la universitat, Azuma va tindre diferents ocupacions com a obrer en la construcció de carreteres, enganxador de cartells, treballador de karaoke i redactor d'una revista local. Començà a escriure novel·les per a la revista literaria local "Literatura Septentrional" (北方文芸, Hoppō Bungei), sent en 1987 quan seria promocionada una de les seues novel·les publicades a la revista per altra revista literària de nivell nacional: la Bungakukai. L'any 1992 debutà com a escriptor professional amb la publicació de la novel·la "El detectiu és al bar" (探偵はバーにいる, Tantei wa Bā ni iru). Desde llavors, ha publicat diverses novel·les, la majoria d'elles enmarcades en sèries, com la del "detectiu de Susukino". A més de novel·les i assajos, Azuma va publicar un llibre sobre l'experiència pròpia dins d'una pressò anomenat "Sapporo keimusho 4-paku 5-nichi taiken ki" (札幌刑務所4泊5日体験記). L'any 2001, el seu llibre "Zankō" (残光) va guanyar el 54é Premi d'Autors de Misteri del Japó. Nascut i resident a Sapporo, capital de Hokkaidō, moltes de les obres d'Azuma estàn inspirades en aquesta regió del Japó i ell mateix ha estat col·laborador de programes de televisions locals com ara la Radiodifusió Cultural de Hokkaidō (uhb). La seua saga del detectiu de Susukino va esdevindre una sèrie de pel·lícules començada l'any 2011 i amb l'actor Yō Ōizumi interpretant el paper principal. L'any 2020, la seua primera novel·la fou traduïda al francés.

## Obres
- "探偵はバーにいる", Tantei wa Bā ni iru (1992)
- "バーにかかってきた電話", Bā ni kakatte kita denwa (1993)
- "消えた少年", Kieta Shōnen (1994)
- "フリージア", Freesia (1995)
- "向う端にすわった男", Mukō tan ni suwatta otoko (1996)
- "探偵はひとりぼっち", Tantei wa hitoribotchi (1998)
- "残光", Zankō (2000)
- "探偵は吹雪の果てに", Tantei wa fubuki no hate ni (2001)
- "駆けてきた少女", Kakete kita shōjo (2004)
- "ライト・グッドバイ", Light Goodbye (2005)
- "探偵、暁に走る", Tantei, akatsuki ni hashiru (2007)
- "疾走", Shissō (2008)
- "旧友は春に帰る", Kyūyū wa haru ni modoru (2009)
- "半端者 -はんぱもん-", Hanpasha -Hanpamon- (2011)
- "猫は忘れない", Neko wa wasurenai (2011)